# 土庫曼斯坦—烏茲別克斯坦關係
土庫曼斯坦－烏茲別克斯坦關係，是指土庫曼與烏茲別克兩國之間的雙邊關係。其中，烏茲別克在土庫曼首都阿什哈巴德設有大使館， 土庫曼則在烏茲別克首都塔什干設有大使館。兩國在1991年蘇聯解體之前都是前蘇聯的附屬加盟共和國，分別是土庫曼蘇維埃社會主義共和國和烏茲別克蘇維埃社會主義共和國。

## 歷史
兩國於1993年2月7日建立外交關係。烏茲別克駐土庫曼首都阿什哈巴德的大使館於1995年開館，土庫曼駐烏茲別克首都塔什干的大使館則於隔年的1996年開館。

### 两国決裂
土庫曼和烏茲別克之間的關係在1990年代趋于緊張，其中的主要原因為種族衝突和邊境管制問題。種族問題方面，烏茲別克境內的土庫曼少數民族和土庫曼境內的烏茲別克少數民族普遍受到所屬國家的歧視，而多數這些人口在對方國家的語言以及作為高等教育語言的俄語方面亦缺乏流利度。而土库曼斯坦又于1999年将包括乌兹别克斯坦在内的所有国家的免签证待遇取消，加剧了两国关系的恶化。

### 2002年末的關係
土庫曼總統薩帕爾穆拉特·尼亞佐夫在2002年11月指責烏茲別克須為企圖謀害他的生命負責。他指責烏茲別克駐阿什哈巴德大使阿卜杜拉希德·卡德羅夫協助所謂的政變領導人、前外交部長鮑里斯·希米拉多。 於是，烏茲別克大使被驅逐出境，隨後幾天，土庫曼當局強行遷移了居住在土庫曼邊境附近的烏茲別克族人。一個月後，兩國的緊張局勢達到巔峰。12月16日，土庫曼斯坦國家安全部特種部隊突襲了烏茲別克駐阿什哈巴德大使館企圖抓獲希米拉多。這次突襲行動違反了《維也納外交使團和外交官豁免公約》。土庫曼當局為這次突襲辯解，稱他們試圖“尋找躲藏在大使館內的恐怖分子”。在入侵大使館期間，卡德羅夫大使和他的妻子在哈薩克大使館參加慶祝哈薩克獨立日的盛大招待會。2006年，土庫曼總統尼亞佐夫逝世，烏茲別克總統伊斯蘭·卡里莫夫拒絕親自參加尼亞佐夫的國葬。

### 邊境爭議

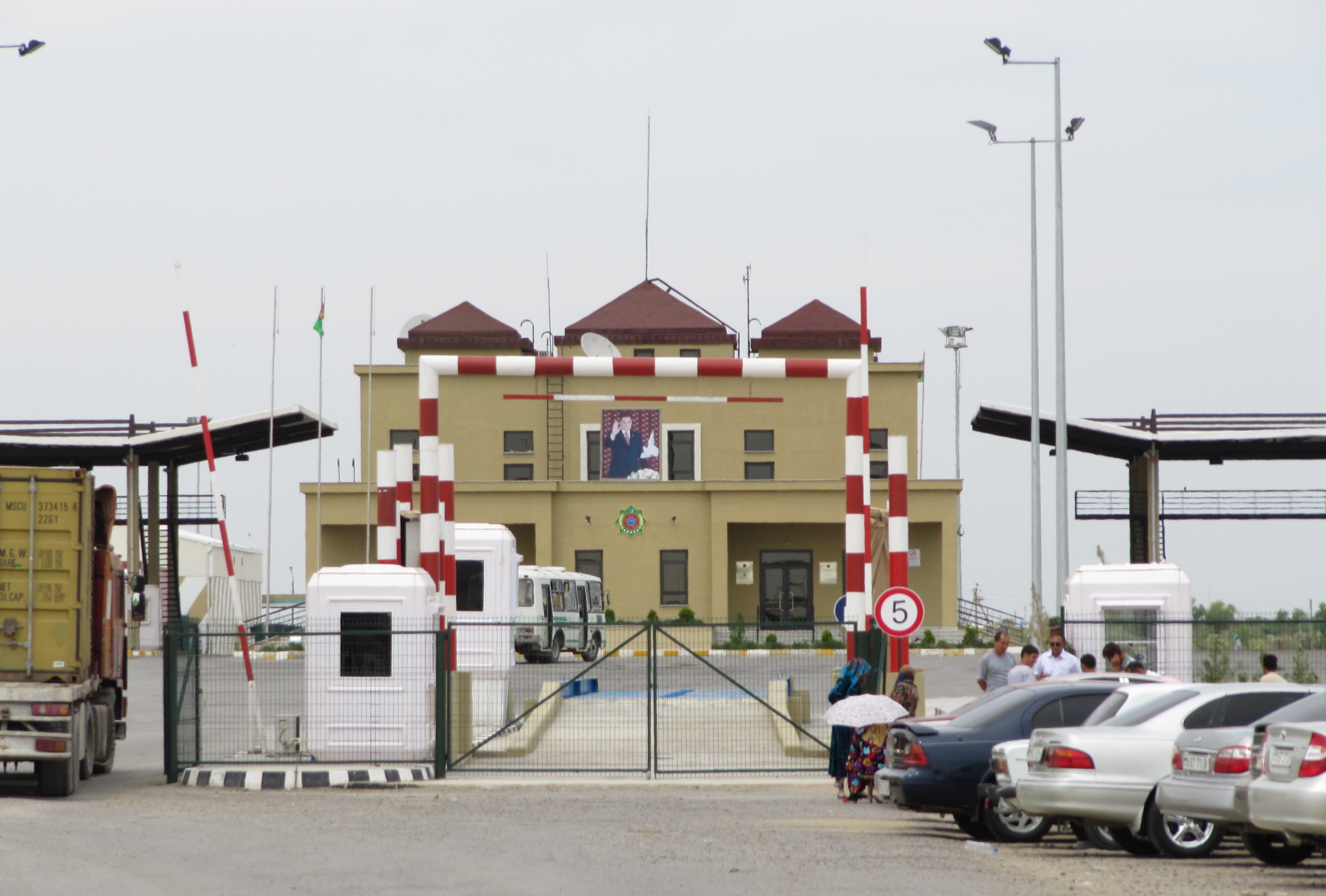
土庫曼與烏茲別克在邊境城市法拉普的過境關口。

土庫曼和烏茲別克在邊界方面一直存在嚴重的“問題”，直到2004年5月土庫曼外交部於31日發表聲明聲稱爭端已經解決。在此一問題上的關係進一步改善，近年實現全面劃定邊界的工作仍持續進行。

### 改善发展

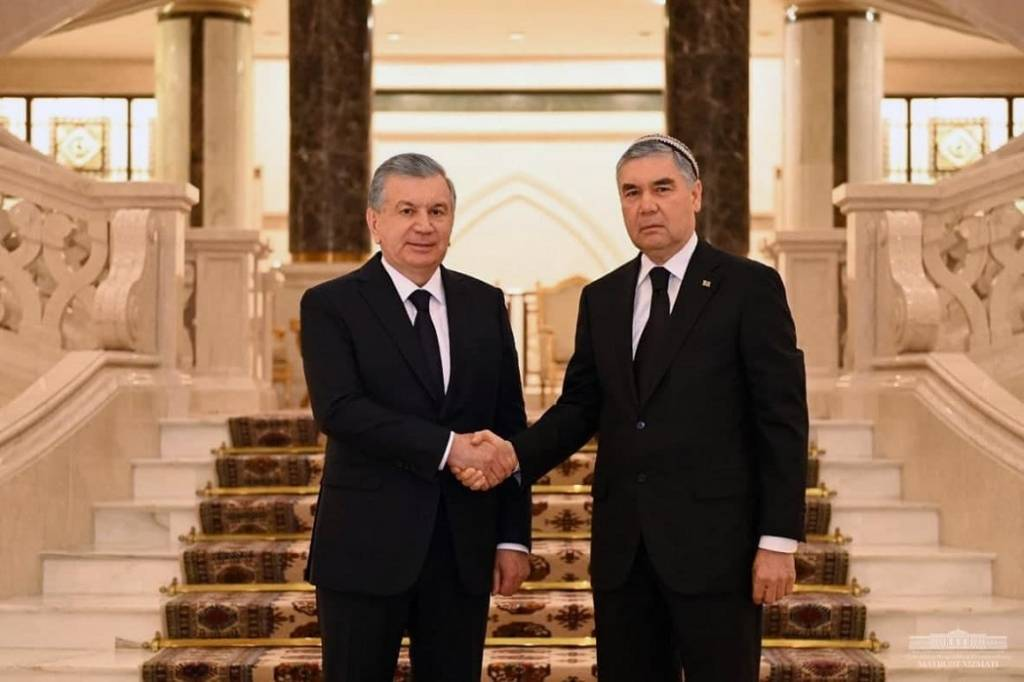
2021年4月，烏茲別克總統米爾濟約耶夫訪問土庫曼會晤總統库尔班古力·别尔德穆哈梅多夫於阿什哈巴德。

2007年10月烏茲別克卡里莫夫總統對土庫曼進行國事訪問。2008年3月土庫曼第二任總統库尔班古力·别尔德穆哈梅多夫
亦對烏茲別克斯坦進行國事訪問，成為土烏兩國關係積極發展的重要階段。別爾德穆罕默夫和卡里莫夫之間的後續會議（特別是他們在2012年的會議）促進了兩國關係的發展。在米爾濟約耶夫於2016年9月成為烏茲別克總統之前，土庫曼斯坦已視烏茲別克為唯一一個雙邊關係良好的中亞鄰國。

## 歷任大使

### 土庫曼駐烏茲別克大使
- 索爾坦·皮爾穆哈梅多夫（1996-2012）
- 希里·希里耶夫（2012-2018）
- 亞茲庫利·馬梅多夫（2018年迄今）

### 烏茲別克駐土庫曼大使
- 阿卜杜拉哈特·賈利洛夫（1995-1999）
- 阿卜杜拉希德·卡德羅夫（1999-2002）
- 阿利舍爾·卡德羅夫（2005-2009）
- 謝爾佐德·法齊耶夫（2009-2012）
- 賈夫哈爾·伊扎莫夫（2012-2016）
- 阿克馬爾容·庫奇卡羅夫（2016年迄今）[16]

## 旅遊

### 簽證
兩國公民皆須申請簽證方可入境對方國家。户籍为花拉子模州、布哈拉州、卡拉卡尔帕克斯坦、卡什卡達里亞州、蘇爾漢河州的部份縣市的烏茲別克公民，在每個月都可獲得長達3天免簽證入境土庫曼大部份地區的待遇。在开斋节和宰牲节可逗留土庫曼至7天。而乌兹别克政府也出于对等互惠原则，给予户籍为达绍古兹州和列巴普州的土库曼斯坦公民免签证入境花拉子模州和布哈拉州，卡拉卡尔帕克斯坦自治共和国阿姆河区、霍杰伊利区、舒马奈区和昆格勒区、塔希阿托什市，卡什卡达里亚州德赫卡纳巴德区、古佐尔区、尼尚区和米里什科尔区，苏尔汉河州谢罗博德区和穆兹拉博特区，并在任意一个月内可以停留3天。在开斋节和古尔邦节期间可在一个月内入境两次，但不得超过7天。